# Tradt (Furth im Wald)
Tradt ist ein Gemeindeteil der Stadt Furth im Wald im Landkreis Cham (Oberpfalz, Bayern).

## Geografie
Das Dorf Tradt liegt 5 Kilometer südwestlich von Furth im Wald an der Staatsstraße 2154. Nördlich von Tradt erheben sich der 538 Meter hohe Maurerriegel und der 634 Meter hohe Kirschbaumriegel. Kühberg und Tradt erstrecken sich als Streusiedlungen über die Südwesthänge von Kühberg, Maurerriegel und Kirschriegel. Kühberg liegt mehr oben am Hang und Tradt weiter unten zur Staatsstraße 2154 hin. Die beiden Siedlungen sind jedoch nicht ganz eindeutig voneinander abgegrenzt.

## Geschichte
Tradt wurde in der Kirchenmatrikel von 1838 als zur Pfarrei Arnschwang gehörig erstmals erwähnt. Von 1867 bis 1946 bestand die Gemeinde Ränkam aus den Ortsteilen Bruckmühle, Degelberg, Kühberg, Leinmühle, Ränkam, Rußmühle, Tradt, Waradein und Ziegelhütte. 1946 wurde die Gemeinde Grabitz zerschlagen. Grabitz mit Stieberg und Tradtbauer wurde nach Furth im Wald eingemeindet und Haberseigen kam zur Gemeinde Ränkam. Bei der Gebietsreform in Bayern wurde 1972 die Gemeinde Ränkam mit ihren Gemeindeteilen Bruckmühle, Degelberg, Haberseigen, Kühberg, Leinmühle, Ränkam, Rußmühle, Tradt, Waradein und Ziegelhütte in die Stadt Furth im Wald eingemeindet.
Tradt gehörte 1838 zur Pfarrei Arnschwang. 1913 kam Tradt zum Kuratbenefizium Ränkam, Dekanat Cham. 1997 hatte Tradt 20 Katholiken.

## Einwohnerentwicklung ab 1838
| Jahr | Einwohner | Gebäude |
| ---- | --------- | ------- |
| 1838 | 6         | 1       |
| 1861 | 8         | 7       |
| 1871 | 7         | 2       |
| 1885 | 45        | 8       |
| 1900 | 16        | 3       |
| 1913 | 51        | 7       |

| Jahr | Einwohner | Gebäude |
| ---- | --------- | ------- |
| 1925 | 26        | 4       |
| 1950 | 3         | 1       |
| 1961 | 27        | 9       |
| 1970 | 31        | k. A.   |
| 1987 | 29        | 10      |
| 2011 | 31        | k. A.   |